# Keszü
Keszü es un pueblo ubicado en el distrito de Pécs, en el condado de Baranya, Hungría.

## Superficie
Posee una superficie de 7,310 kilómetros cuadrados.

## Demografía
Hasta 2019 la población era de 1230 habitantes, con una densidad de población de 168,3 habitantes por kilómetro cuadrado.